# Sierra-leonische Regierung

Wappen Sierra Leones

Die Regierung Sierra Leones (englisch Government of Sierra Leone) ist die Regierung des westafrikanischen Sierra Leone und besteht aus:
- der Exekutive bestehend aus
  - dem Staatspräsidenten, als Staatsoberhaupt Sierra Leones,
  - dem Vizepräsidenten als Vertreter des Staatspräsidenten und
  - dem  Kabinett, seit 2018 Kabinett Bio II sowie
- der Legislative, dem Parlament von Sierra Leone und
- der Judikative in Form der verschiedenen Gerichte.

Im weiteren Sinne zählen auch die Provinzen/Gebiete, Stadtverwaltungen, Distrikte und Chiefdoms zur Regierung.